# Olivier Gardon
Olivier Gardon est un pianiste français en musique classique né à Nice le 29 juillet 1950.

## Biographie
Il a été remarqué par la pianiste hongroise Lili Kraus, à l'âge de sept ans, qui l’a encouragé vivement à continuer dans cette voie. Il n'a que dix ans quand il interprété le Concerto en ré mineur de Bach avec orchestra, l'Opéra de Nice. Après avoir étudié au conservatoire de Nice, il devient l'élève de Pierre Sancan au Conservatoire de Paris. Par la suite, il entame une brillante carrière de soliste et de chambriste. Il a joué dans les plus grandes salles des capitales musicales du monde comme le Théâtre des Champs-Élysées, la Salle Pleyel, et le Théâtre du Châtelet à Paris, le Royal Festival Hall et le Barbican Center à Londres, le Carnegie Hall à New York, le Grand palais des festivals de Salzbourg à Salzbourg, le Bunka Kaikan Hall à Tokyo, le Dvorak Hall à Prague, etc..

## Discographie sélective
- Louis Vierne : l’Œuvre pour piano (Timpani 2C2023)
- Franz Liszt: Fantaisie et Fugue sur le nom de BACH, etc. (BNL 112748)
- Moussorgsky : Tableau d’une exposition, etc. (BNL 112789)
- Beethoven : Les 3 dernières sonates, (BNL 112911)
- Alkan : La Musique de chamber, Olivier Gardon, Dong-Suk Kang, Yvan Chiffoleau (Timpani 1C1013)
- Brahms : Sonata in F minor and Variations and Fugue on a Theme by Haendel (5 Diapasons)
- Schumann : Fantaisie op.17/Kreisleriana op.16 (Maestria Records)